# Suntory
A Suntory Holdings Limited (サントリーホールディングス株式会社; Hepburn: Santorī Hōrudingusu Kabushiki-Gaisha) japán szeszipari vállalatcsoport. Az 1899-ben alapított cég az egyik legrégebbi alkoholosital-forgalmazó, illetve japán whiskygyártó Japánban. A Suntory üzleti tevékenysége egyéb területekre is kiterjedt, így a cég üdítőitalokat is gyárt, illetve szendvicsáruházláncot is működtet. A vállalat a Beam, Inc. 2014-es felvásárlásával a világ egyik legnagyobb égetettszesz-gyártója lett. A Suntory székhelye az oszakai Kita-kuban van.

## A cég története

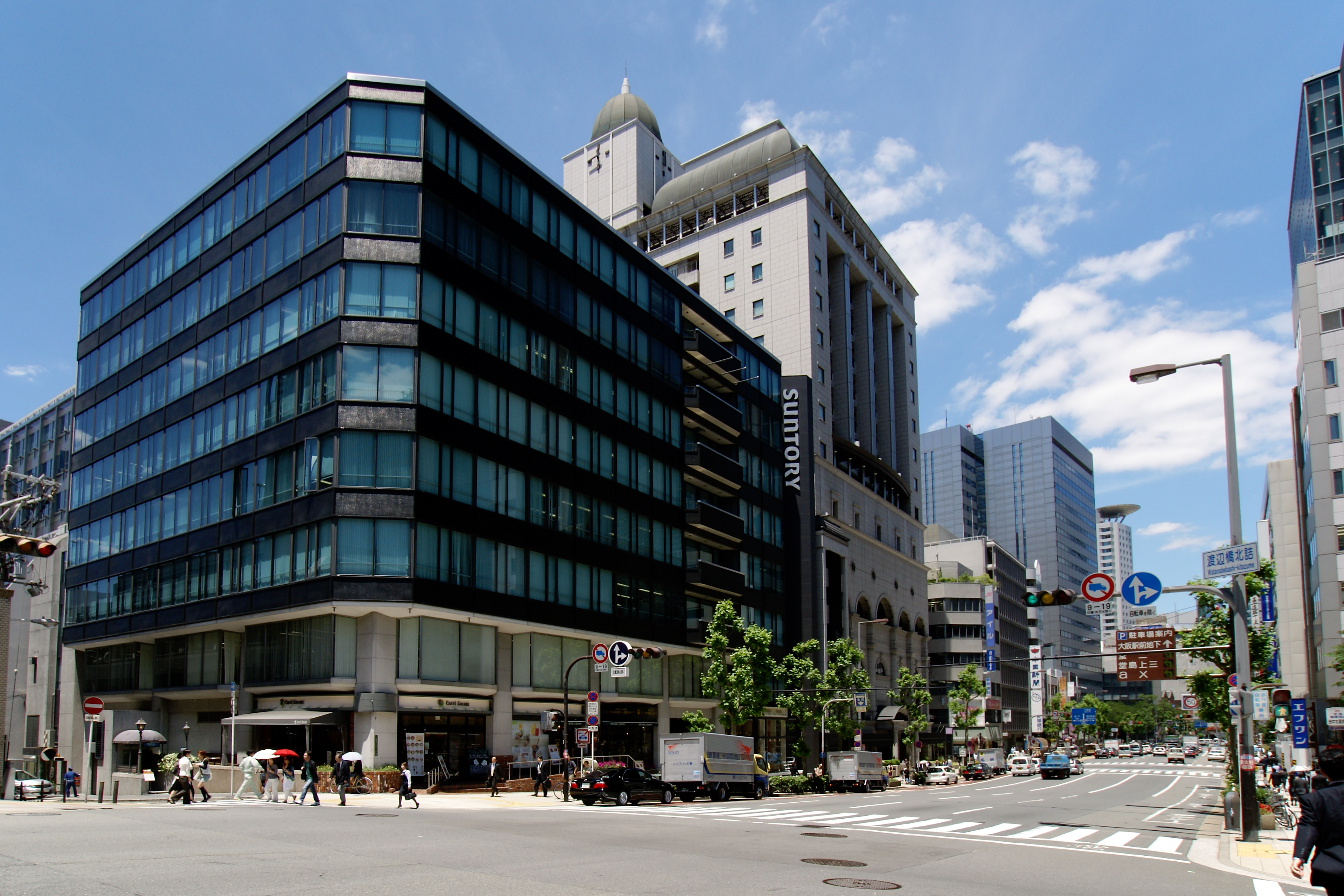
A Suntory oszakai székhelye

A Suntory elődjét Sindzsiró Torii alapította, aki 1899. február 1-jén nyitotta meg első üzletét, a Torii Shotent Oszakában, ahol importált borokat árult. 1907-ben felvették az üzlet termékkínálatába az Akadama portói édes vörösbort. Az üzlet 1921-ben Kotobukiya néven cégként is be lett jegyezve, hogy tovább bővítsék annak üzleti tevékenységét, 1923-ban Sindzsiró Torii megépíttette Japán első maláta whiskyfőzdéjét, a Yamazaki Distilleryt. A gyártás 1924 decemberében indult meg és öt évvel később került a piacra Japán első maláta whiskyje, a Suntory Whisky sirofuda (fehér címkés).
A Kotobukiya a második világháború alatti hiányok miatt az új termékek kifejlesztésének szüneteltetésére kényszerült, azonban 1946-ban újra elindította a Torys Whisky márkát, ami igen népszerűnek bizonyult a háború utáni Japánban. 1961-ben a Kotobukiya elindította az „Igyon Toryst, hogy Hawaiira utazhasson” reklámkampányt. Akkoriban egy külföldi nyaralás egyszer az életbeni lehetőség volt. 1963-ban a cég nevét Suntoryra váltották, a whiskymárkájuk nevére utalva. Ugyanebben az évben a Muszasino Sörgyár elkezdte gyártani a Suntory Beer sört. 1997-ben a vállalat a Pepsi termékek kizárólagos palackozója, forgalmazója és engedélyese lett Japánban.
2009. április 1-jén a Suntory Suntory Holdings Limited (サントリーホールディングス株式会社) néven készletező vállalat lett, illetve megalapították a Suntory Beverage and Food Limited (サントリー食品株式会社), a Suntory Products Limited (サントリープロダクツ株式会社), a Suntory Wellness Limited (サントリーウェルネス株式会社), a Suntory Liquors Limited (サントリー酒類株式会社), a Suntory Beer & Spirits Limited (サントリービア&スピリッツ株式会社), a Suntory Wine International Limited (サントリーワインインターナショナル株式会社) és a Suntory Business Expert Limited (サントリービジネスエキスパート株式会社) cégeket.
2009. július 14-én a Kirin bejelentette, hogy tárgyal a Suntoryval a lehetséges egyesülésről. 2010. február 8-án bejelentették, hogy a két cég közötti tárgyalásokat berekesztették.
2009-ben felvásárolták az Orangina üdítőitalmárkát 300 milliárd jenért, illetve a Frucor energiaitalokat 600 millió euróért. A vállalat 2013. július 2-án felkerült a tokiói tőzsdére, amivel közel 4 milliárd amerikai dollárt hoztak össze.
A Suntory 2014 januárjában bejelentette, hogy megegyeztek az Egyesült Államok legnagyobb bourbongyártója, a Beam Inc. 16 milliárd amerikai dolláros felvásárlásáról.
A tranzakciónak köszönhetően a Suntory a világ harmadik legnagyobb párlatkészítője lett. A felvásárlás 2014. április 30-ra fejeződött be, amikor is bejelentették, hogy a Beamet át fogják nevezni Beam Suntoryra.
A Suntory 2014 januárjában a brit GlaxoSmithKline italrészlegét is felvásárolta, melynek keretében megszerezték a Lucozade és a Ribena márkaneveket, azonban a Horlicksra nem terjedt ki a megállapodás.

## Holding cégeik
- Beam Suntory
- Cerebos Pacific Ltd
- Château Lagrange S.A.S
- Florigene Pty Ltd
- Frucor Beverages Limited
- Gold Knoll Ltd
- Grupo Restaurante Suntory Mexico
- Louis Royer S.A.S

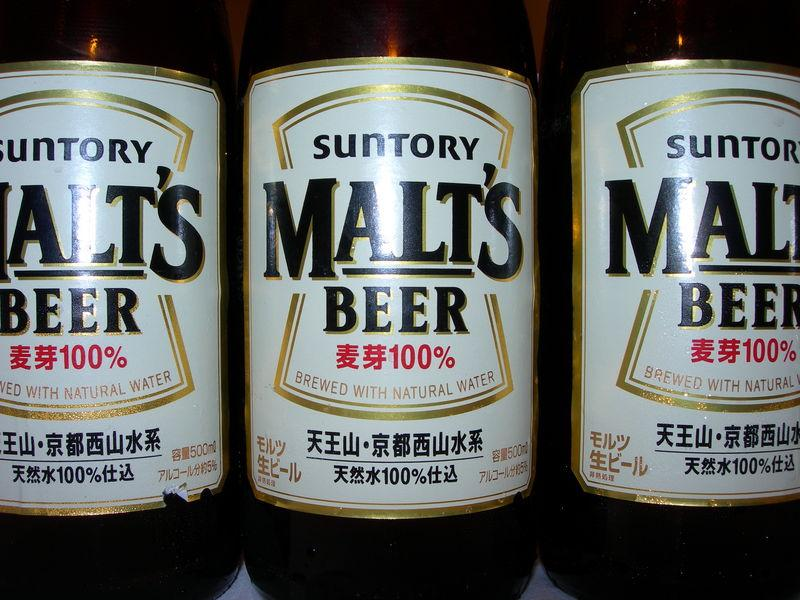
Suntory Malt’s sör

- Morrison Bowmore Distillers, Limited
- OranginaSchweppes Group[11]
- Pepsi Bottling Ventures LLC
- Subway Japan
- Tipco F&B Co., Ltd

## Közös vállalatok

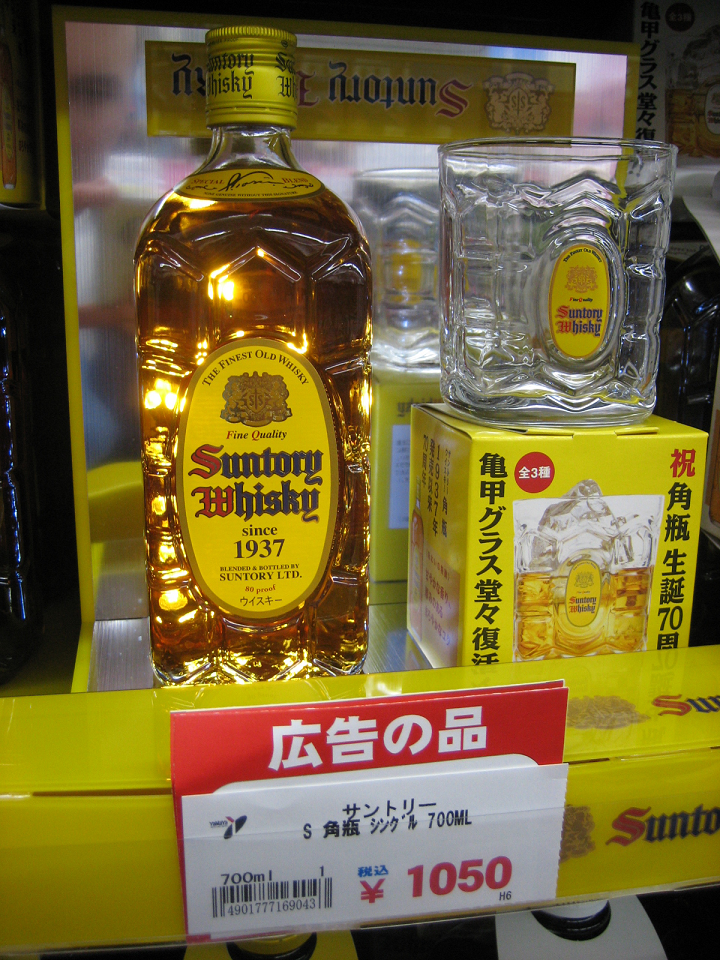
Egy Suntory „Kaku-bin” whisky egy Yamaya szeszesital-boltban Iizakában

Az 1990-es évek elejétől a Suntory nagymértékben együttműködött a melbourne-i székhelyű Florigene biotechnológiai céggel, hogy géntechnológiailag megalkossák a világ első igazi kék rózsáját, amit gyakran a lehetetlennel vagy elérhetetlennel kötöttek össze. 1991-ben a csapat az intenzív globális versenyt megnyerve elsőként tudta izolálni a kékszínű virágokért felelős géneket, azóta számos a kék színspektrumba tartozó genetikailag módosított virágot fejlesztettek ki, valamint a számos egyéb áttörést is elértek a vágott virágok vázaélettartamának meghosszabbításában.
2003-ban a Suntory 98,5%-os tulajdonosi részesedést szerzett a Florigene-ben. Ezt megelőzően, 1999-től a Florigene a Nufarm Limited nemzetközi agrokémiai óriás leányvállalata volt. 2004 júliusában a Suntory és a Florigene tudósai bejelentették az első kék színpigmenteket tartalmazó rózsák kifejlesztését, ami egy fontos előrelépés volt a valódi kék rózsák megalkotásában.
2011 júliusában a Suntory Beverage and Food Limited és a PT GarudaFood, az indonéz MNC Group leányvállalata bejelentette, hogy megegyeztek egy alkoholmentes italokat gyártó cég alapításáról 51, illetve 49 százalékos részvényekkel. A közös cég gyártja a Suntory Ooolong Teat, illetve a Boss és Orangina termékeket.

## Média és reklámkampányok

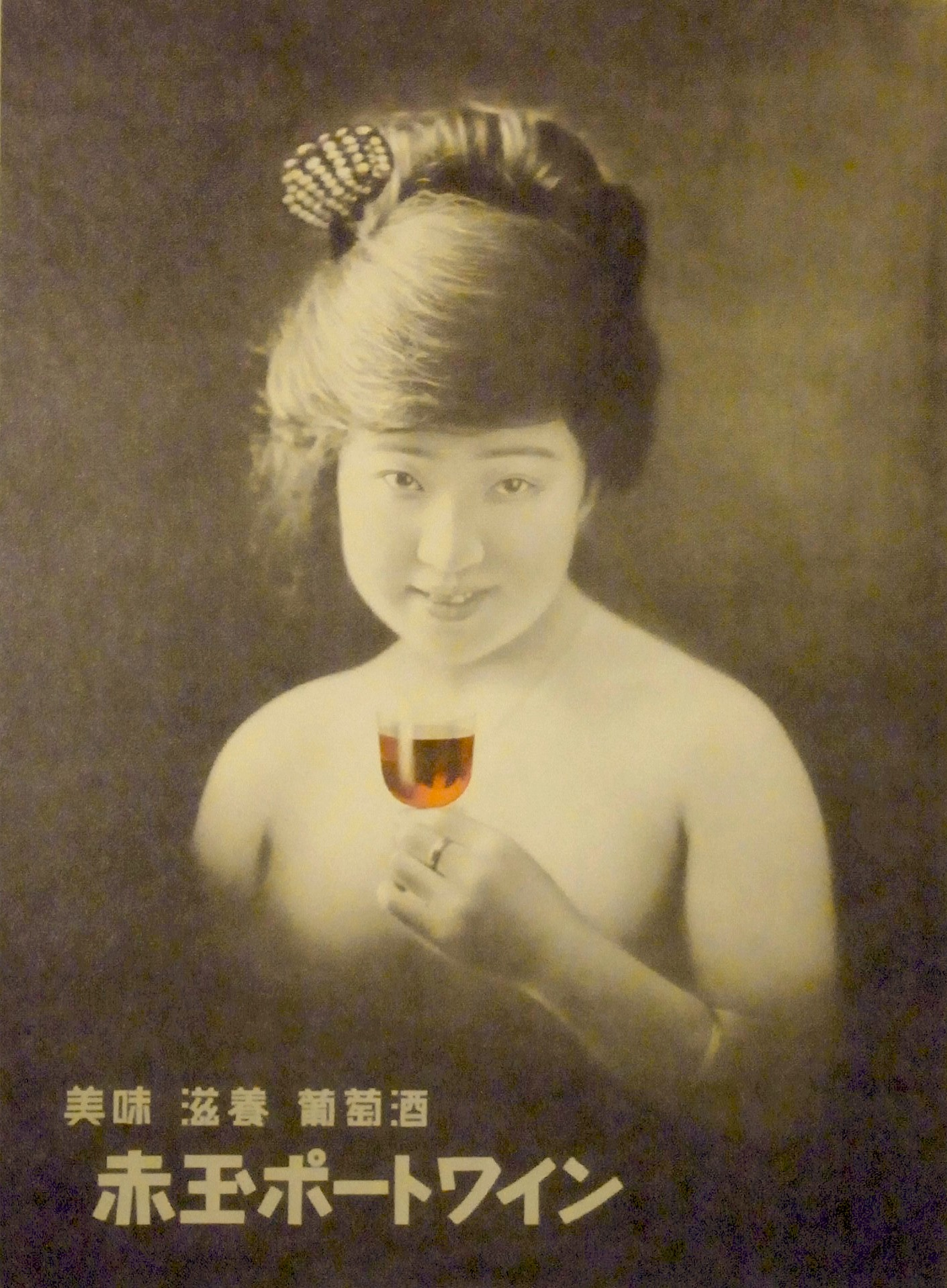
Az Akadama portói bor reklámplakátja, az első meztelen reklámplakát Japánban. A reklám 1922-ben jelent meg Kataoka Tosiró rendezésében, Macusima Emiko főszereplésével

- A Suntory és annak különböző termékei szerepelnek a Yakuza videójáték-sorozatban.
- A Suntory volt az egyik első ázsiai cég, mely kifejezetten amerikai hírességekkel népszerűsítette termékeit.[forrás?] Az egyik legjelentősebb ilyen Sammy Davis Jr. volt, aki az 1970-es évek elején számos Suntory-reklámban feltűnt. Az 1970-es évek végén Kuroszava Akira egy amerikai hírességeket szerepeltető reklámsorozatot rendezett a cégnek a Kagemusa című filmje díszleteiben. Az egyik ilyenben Francis Ford Coppola, a film egyik executive producere is feltűnik, mely később lányát, Sofia Coppolát inspirálta az Elveszett jelentés című filmje megírásában. A film középpontjában egy amerikai színész áll, akivel egy Suntory-reklámot forgatnak Tokióban.
- Aizava Tosijuki Reutersben megjelent fényképén a Suntory „TV-sisak” marketingstratégiája látható. Ebben a hirdető cég alkalmazottai narancssárga kezeslábasba öltöztek, sisakjukra egy televíziót erősítettek, mely a sörfőző vállalat reklámjait sugározta.
- A Suntory számos kulturális és szociális program mellett két múzeumot is működtet Suntory Museum of Art (Tokióban) és Suntory Museum Tempozan (Oszakában) néven.
- A Suntory számos italt készített „Final Fantasy Potion” név alatt, melyet a Final Fantasy videójáték-sorozat leggyengébb és leggyakoribb gyógyitaláról kapta nevét. Ezek mindegyike csak rövid ideig volt elérhető Japánban, hogy népszerűsítsék a Square Enix Final Fantasy XII szerepjátékát, a Final Fantasy VII tizedik évfordulóját, illetve a Dissidia Final Fantasy megjelenését. Az italok a hasonló nevük ellenére nem egyeznek meg. A Final Fantasy XIII promóciójához megjelent italt Elixir néven forgalmazták, ami egy olyan tárgy a sorozatban, ami teljesen felgyógyít egy személyt és annak varázspontjait is visszatölti.
- A Suntory tulajdonában áll a japán Suntory Sungoliath rögbicsapat.
- Az 1970-es években a Suntory felbérelte a Carpenters amerikai popegyüttest az egyik újonnan indított üdítőital-vonaluk népszerűsítésére.
- Suntory volt a London közelében, a Wentworth Clubban évenként megrendezett profi golfverseny egyik korábbi szponzora.
- A Suntory „Kaku-bin” whisky feltűnik a Bartender című 2006-os animesorozat egyik epizódjában.
- A vállalat a 2000-es években a Premium Malt’s sörük reklámkampánya részeként egy televíziós reklámsorozatot indítottak, melyben Jazava Eikicsi és több másik híresség előadja a Shall We Dance? című dalt.

## Termékeik

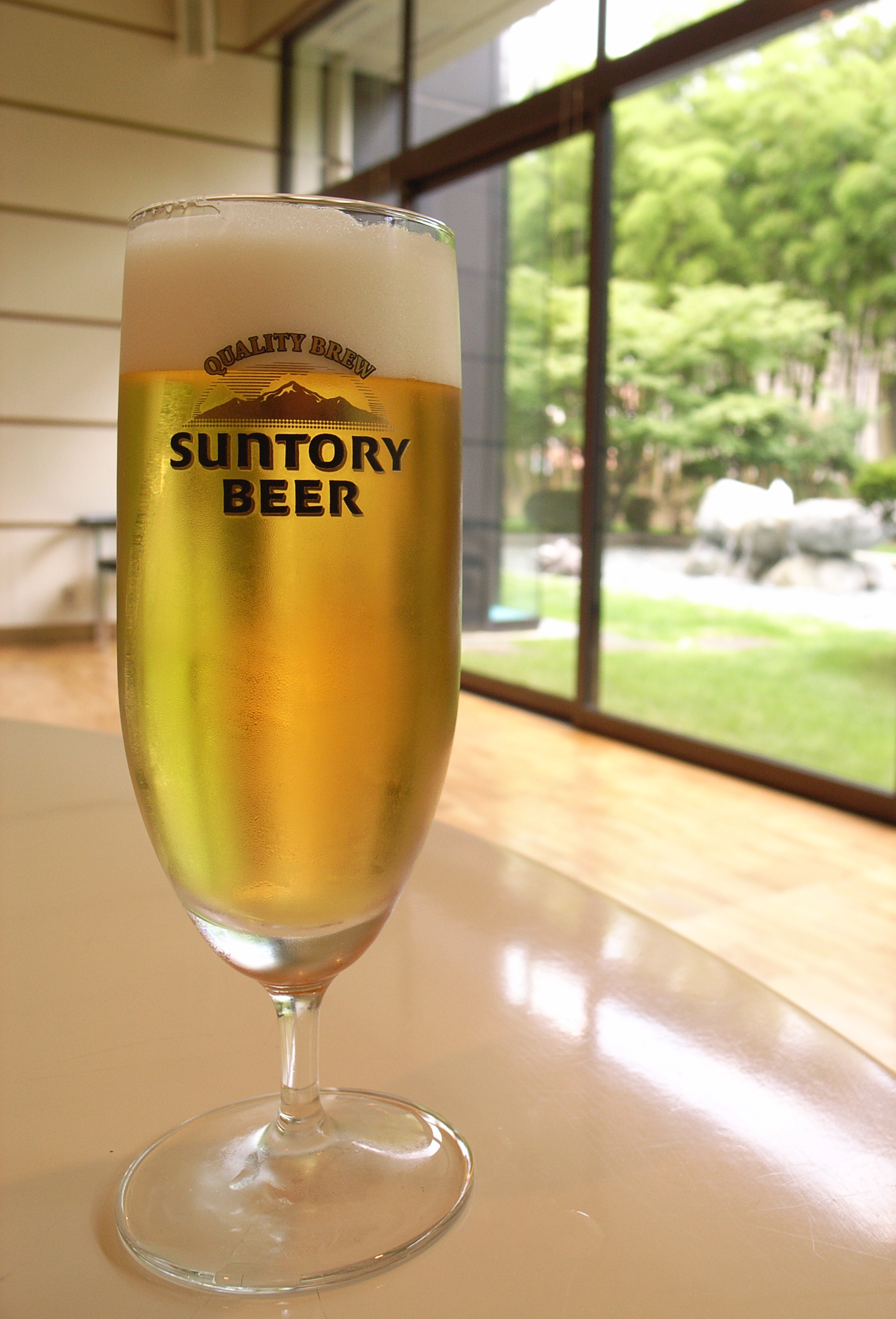
Malt’s sör a Suntory kiotói sörfőzdéjében felszolgálva

### Alkoholos italok
- Sörök
  - Malt’s
  - Suntory
- Brandy (Centenario, Courvoisier, Fundador)
- Gin (Gilbey’s, Larios)
- Rum (Cruzan, Ronrico)
- Tequila (100 Años, El Tesoro, Hornitos, Sauza, Sauza Tres Generaciones)
- Vodka (Effen, Kamchatka, Pinnacle, Vox)
- Whisky
  - Amerikai whisky
    - Kevert whisky (Beam’s Eight Star, Kessler)
    - Kentucky Bourbon
      - Jim Beam
      - Jim Beam kisszériás márkák (Baker’s, Basil Hayden’s, Booker’s, Knob Creek)
      - Maker’s Mark
      - Old Crow
      - Old Grand-Dad

    - Rozswhisky (Jim Beam Rye, Knob Creek Rye, Old Overholt, (ri)1)

  - Kanadai whisky (Alberta Premium, Canadian Club, Tangle Ridge, Windsor)
  - Ír whisky (2 Gingers, Connemara, Grenore, Kilbeggan, Tyrconnell)
  - Japán whisky (Hakushu, Hibiki, Torys, Suntory, Yamazaki)
  - Skót whisky (Ardmore, Auchentoshan, Bowmore, Glen Garioch, Laphroaig, McClelland’s, Teacher’s)
  - Spanyol whisky (DYC)
- Koktélok és likőrök
  - Calico Jack ízesített rum
  - Midori
  - Lena Banana
  - Pucker ízesített vodka
  - Skinnygirl margarita
  - Zen
  - Aki (1988-ban megszűnt)
  - Pavan

### Üdítőitalok
- Bikkle
- Boss Coffee
- C.C. Lemon
- Iemon
- Mizone
- Natchan
- Oolong Tea
- Orangina
- Dakara
- Lucozade
- Ribena

### Élelmiszer speciális egészségügyi célokra
A vállalat következő italai teljesítik a japán kormány „élelmiszer speciális egészségügyi célokra” (FOSHU) szabott követelményeit.
- Black Oolong Tea
- Calcium and Iron Beverage
- Sesame Barley Tea